# Samsung Galaxy S21
Samsung Galaxy S21 là dòng điện thoại Galaxy S thế hệ thứ 12 được Samsung Electronics ra mắt trong sự kiện Galaxy Unpacked 2021 diễn ra theo hình thức trực tuyến vào ngày 14 tháng 1 năm 2021. Galaxy S21 Series 5G (S21 FE 5G, S21 5G, S21+ 5G và S21 Ultra 5G) là những chiếc điện thoại thông minh cao cấp nhất của Samsung kế thừa thế hệ tiền nhiệm S20 Series. Ngoài bộ ba Galaxy S21, trong sự kiện Unpacked thì Samsung còn giới thiệu tai nghe không dây thế hệ mới - Galaxy Buds Pro và thiết bị theo dõi đồ vật thông minh - Galaxy SmartTag và SmartTag+. Galaxy S21 FE 5G được ra mắt vào ngày 4 tháng 1, 2022 tại sự kiện CES 2022.

## Thiết kế

### Thiết kế
Mặt trước của bộ ba Galaxy S21 vẫn có thiết kế Infinity-O với camera selfie nằm ở giữa và dường như không thay đổi nhiều so với thế hệ tiền nhiệm về kích thước màn hình, màn hình của S21 và S21+ có kích thước lần lượt là 6,2 inch và 6,7 inch, được làm phẳng. S21 Ultra sở hữu màn hình rộng 6,8inch, được làm cong nhẹ và cả ba đều được trang bị mặt kính Gorilla Glass Victus ở mặt trước. Riêng ở mặt sau của S21 và S21+ với điểm nhấn nổi bật là cụm 3 camera được đặt dọc trong phần khung hình chữ nhật nằm phía trên góc trái. Mặt kính camera được làm bóng, đồng màu với khung viền của sản phẩm và không đồng màu với mặt lưng (đối với màu Phantom Violet và Phantom Red, các phiên bản màu còn lại mặt kính camera và mặt lưng sẽ đồng màu với nhau) đồng thời được nối với phần khung viền tạo nên sự đồng nhất. Với S21 Ultra, cụm 4 camera sau sẽ khá to và hầm hố, cụm camera này sẽ lồi hơn mặt lưng khá nhiều như Note20 Ultra. Mặt lưng của S21 được làm từ nhựa Polycacbonate và Samsung đã gọi chất liệu này với một cái tên mỹ miều hơn là "Glasstic", mặc dù làm từ nhựa nhưng khi cầm nắm, sử dụng vẫn cảm thấy chắc chắn mà không làm giảm đi sự cao cấp. Mặt lưng của S21+ và S21 Ultra vẫn giữ nguyên sự cao cấp từ chiếc flagship Galaxy Note20 Ultra khi mang trên mình kính cường lực Gorilla Glass Victus và được làm mờ mang lại cảm giác khác biệt so với các sản phẩm khác.
Galaxy S21 FE được ra mắt gần 1 năm sau bộ ba S21, S21+ và S21 Ultra sau cùng có lẽ là sản phẩm có thiết kế an toàn và kém nổi bật nhất trong dải sản phẩm Galaxy S21 series khi mặc dù vẫn có cụm camera đặt trong một khuôn hình chiếc lá đặc trưng, nhưng phần khuôn lại được làm bằng nhựa, đúc liền một khối với mặt lưng nhựa và có độ lồi khá ít. Thiết kế mặt lưng và cách làm phần khuôn camera này khá giống với dòng Galaxy A năm 2021( Cụ thể là Galaxy A52, A52s, A72,...) nhưng điều này cũng là khá dễ hiểu bởi mức giá của Galaxy S21 FE nằm ở mức rẻ hơn so với những người anh em cùng dòng S21 series, ở một số thị trường tại một số thời điểm giảm giá sẽ có mức giá rất gần với những chiếc Galaxy A cao cấp nhất. Mặt trước được bảo vệ bởi kính cường lực Gorilla Glass Victus, phần khung vẫn là khung nhôm.

### Màu sắc
Các màu sắc của bộ ba siêu phẩm:
- Galaxy S21 có 4 màu gồm Phantom Violet, Phantom Gray, Phantom White và Phantom Pink.
- Galaxy S21+ có 4 màu gồm Phantom Violet, Phantom Black, Phantom Silver, Phantom Pink (chỉ bán ra tại Hàn Quốc) cùng với 2 màu độc quyền trên shop.samsung.com là Phantom Gold và Phantom Red.
- Galaxy S21 Ultra có 2 màu gồm Phantom Black và Phantom Silver cùng với 3 màu độc quyền trên shop.samsung.com là Phantom Titanium, Phantom Navy và Phantom Brown sẽ có những đường vân cacbon trên bề mặt kính camera.
- Galaxy S21 FE có 4 màu gồm Graphite, Olive, Lavender và White.

| Galaxy S21 | Galaxy S21     | Galaxy S21          | Galaxy S21           | Galaxy S21+ | Galaxy S21+    | Galaxy S21+         | Galaxy S21+          | Galaxy S21 Ultra | Galaxy S21 Ultra | Galaxy S21 Ultra   | Galaxy S21 Ultra     | Galaxy S21 FE | Galaxy S21 FE | Galaxy S21 FE  | Galaxy S21 FE        |
| Màu        | Tên gốc        | Tên tiếng việt      | Độc quyền trực tuyến | Màu         | Tên gốc        | Tên tiếng việt      | Độc quyền trực tuyến | Màu              | Tên gốc          | Tên tiếng việt     | Độc quyền trực tuyến | Màu           | Tên gốc       | Tên tiếng việt | Độc quyền trực tuyến |
|            | Phantom White  | Trắng Tinh Tế       | No                   |             | Phantom Silver | Bạc Ngẫu Hứng       | No                   |                  | Phantom Silver   | Bạc Ngẫu Hứng      | No                   |               | White         | Trắng Flora    | No                   |
|            | Phantom Gray   | Xám Thời Đại        | No                   |             | Phantom Black  | Đen Nguyên Bản      | No                   |                  | Phantom Black    | Đen Nguyên Bản     | No                   |               | Graphite      | Đen Graphite   | No                   |
|            | Phantom Violet | Tím Đam Mê          | No                   |             | Phantom Violet | Tím Đam Mê          | No                   |                  | Phantom Titanium | Bạc Titan Uy Quyền | Yes                  |               | Lavender      | Tím Pastel     | No                   |
|            | Phantom Pink   | Vàng Hồng Sành Điệu | No                   |             | Phantom Gold   | Vàng Hồng Sành Điệu | Yes                  |                  | Phantom Navy     | Xanh Navy Lịch Lãm | Yes                  |               | Olive         | Xanh Olive     | No                   |
|            |                |                     |                      |             | Phantom Red    | Đỏ Nhiệt Huyết      | Yes                  |                  | Phantom Brown    | Nâu Thanh Lịch     | Yes                  |               |               |                |                      |

## Thông số kỹ thuật và các tính năng

### Thông số kỹ thuật

#### Màn hình
Màn hình của Galaxy S21, S21 FE và S21 + đều có độ phân giải Full HD + (2400 × 1080pixels), Galaxy S21 Ultra có độ phân giải Quad HD + (3200 × 1440pixels) với tấm nền Dynamic AMOLED 2X, mật độ điểm ảnh gấp 421ppi, 411ppi, 394ppi tương ứng (các thiết bị cao cấp trong dòng Galaxy S có mật độ điểm ảnh dưới 400ppi trong 10 năm qua)) và 515ppi, tốc độ làm tươi 120 Hz (ở độ phân giải FHD + cho S21, S21 FE và S21 +, ở độ phân giải WQHD + và FHD + cho S21 Ultra và công nghệ LTPO tích hợp tự động chuyển đổi tốc độ làm mới thích hợp dựa trên nội dung khi hiển thị từ 48 Hz đến 120 Hz cho S21 và S21 +, từ 10 Hz đến 120 Hz cho S21 Ultra), độ sáng màn hình tối đa của S21, S21 FE và S21 + là 1300 nits trong khi S21 Ultra là tối đa 1500 nits. Tất cả các thiết bị đều được tích hợp chuẩn HDR10 + và có tỷ lệ khung hình 20: 9.

#### Vi xử lí và kết nối
Phiên bản được phân phối tại các thị trường như Mỹ, Trung Quốc, Nhật Bản và Hồng Kông sẽ được tích hợp chip Qualcomm Snapdragon 888 5G 5 nm. Phiên bản quốc tế sẽ được tích hợp chip Samsung Exynos 2100 5G 5 nm. Cả ba đều được tích hợp kết nối 5G với hai phiên bản là 5G Sub6 và 5G mmWave, không bán ra các biến thể chỉ kết nối LTE như thường lệ. Galaxy S21 Ultra 5G là thiết bị đầu tiên trên thế giới tích hợp chip kết nối Wi-Fi 6E cho tốc độ kết nối mạng gấp đôi Wi-Fi 6. Galaxy S21, S21 FE, và S21+ được trang bị Bluetooth v5.0 trong khi S21 Ultra được trang bị Bluetooth v5.2. Galaxy S21+ và S21 Ultra hỗ trợ giao thức kết nối Ultra Wide Band (truyền dữ liệu ở khoảng cách gần với tốc độ cao). Cổng kết nối 3.5mm vẫn không được trang bị trên cả ba thiết bị này.

#### Camera
| Mô hình            | Mô hình           | Galaxy S21 & S21+            | Galaxy S21 Ultra             | Galaxy S21 FE                |
| ------------------ | ----------------- | ---------------------------- | ---------------------------- | ---------------------------- |
| Wide               | Thông số kỹ thuật | 12 MP, f/1.8, 26mm, 1/1.76"  | 108 MP, f/1.8, 26mm, 1/1.33" | 12 MP, f/1.8, 26mm, 1/1.76"  |
| Wide               | Mô hình           | Samsung S5K2LD / Sony IMX555 | Samsung S5KHM3               | Samsung S5K2LD / Sony IMX555 |
| Ultrawide          | Thông số kỹ thuật | 12 MP, f/2.2, 13mm, 1/2.55"  | 12 MP, f/2.2, 13mm, 1/2.55"  | 12 MP, f/2.2, 15mm, 1/3.1"   |
| Ultrawide          | Mô hình           | Samsung S5K2LA               | Sony IMX563                  | Samsung S5K3L6               |
| Telephoto          | Thông số kỹ thuật | 64 MP, f/2.0, 29mm, 1/1.72"  | 10 MP, f/2.4, 70mm, 1/3.24"  | 8 MP, f/2.4, 76mm, 1/4.5"    |
| Telephoto          | Mô hình           | Samsung S5KGW2               | Samsung S5K3J1               | SK Hynix HI-847              |
| Extended Telephoto | Thông số kỹ thuật | -                            | 10 MP, f/4.9, 240mm, 1/3.24" | -                            |
| Extended Telephoto | Mô hình           | -                            | Samsung S5K3J1               | -                            |
| Front              | Thông số kỹ thuật | 10 MP, f/2.2, 26mm, 1/3.24"  | 40 MP, f/2.2, 26mm, 1/2.8"   | 32 MP, f/2.2, 26mm, 1/2.74"  |
| Front              | Mô hình           | Sony IMX374                  | Samsung S5KGH1               | Sony IMX616                  |

S21, S21 FE và S21 + có cùng thiết lập máy ảnh như người tiền nhiệm nhưng được hưởng lợi từ phần mềm cải tiến và xử lý hình ảnh. S21 và S21 + có cảm biến rộng 12MP, cảm biến tele 64MP với zoom lai 3x và cảm biến siêu rộng 12MP trong khi S21 FE có cảm biến rộng 12MP, cảm biến tele 8MP với zoom hybrid 3x và cảm biến siêu rộng 12MP cảm biến rộng. S21 Ultra có cảm biến HM3 108 MP mới với một số cải tiến so với cảm biến HM1 108 MP trước đó, bao gồm cả HDR 12-bit. Nó cũng có hai cảm biến tele 10 MP với zoom quang 3x và 10x cũng như cảm biến siêu rộng 12 MP. Máy ảnh mặt trước sử dụng cảm biến 10 MP trên S21 và S21+, 32 MP trên S21 FE, và cảm biến 40 MP trên S21 Ultra. Tính năng ghi video độ phân giải 4K 60fps được hỗ trợ bởi camera siêu rộng trên S21, S21 FE, và S21+ và tất cả các camera trên S21 Ultra.
Dòng Galaxy S21 có thể quay video HDR10+ và hỗ trợ HEIF.

##### Các chế độ video được hỗ trợ
Dòng Samsung Galaxy S21 hỗ trợ các chế độ video sau:
- 8K@24fps (có thể lên đến 30fps trên S21 Ultra)
- 4K@30/60fps
- 1080p@30/60/240fps
- 720p@960fps (480fps được nâng cấp lên 960fps trên S21 Ultra)

#### Bộ nhớ và pin
| Mô hình    | Galaxy S21 | Galaxy S21 | Galaxy S21+ | Galaxy S21+ | Galaxy S21 Ultra | Galaxy S21 Ultra | Galaxy S21 FE | Galaxy S21 FE |
| ---------- | ---------- | ---------- | ----------- | ----------- | ---------------- | ---------------- | ------------- | ------------- |
|            | Bộ nhớ     | Lưu trữ    | Bộ nhớ      | Lưu trữ     | Bộ nhớ           | Lưu trữ          | Bộ nhớ        | Lưu trữ       |
| Biến thể 1 | 8GB        | 128GB      | 8GB         | 128GB       | 12GB             | 128GB            | 6GB           | 128GB         |
| Biến thể 2 | 8GB        | 256GB      | 8GB         | 256GB       | 12GB             | 256GB            | 8GB           | 128GB         |
| Biến thể 3 | -          | -          | -           | -           | 16GB             | 512GB            | 8GB           | 256GB         |

Bộ nhớ trong của S21 5G và S21+ 5G là 128GB/256GB UFS 3.1 cùng với 8GB RAM LPDDR5. Bộ nhớ trong của S21 FE 5G là 128GB/256GB UFS 3.1 cùng với 6GB/8GB RAM LPDDR5. Bộ nhớ trong của S21 Ultra 5G là 128GB/256GB hoặc 512GB UFS 3.1 cùng với 12GB RAM hoặc 16GB RAM LPDDR5. Cả ba thiết bị này đều không hỗ trợ thẻ nhớ ngoài. Dung lượng pin của S21 là 4000mAh, S21 FE là 4500mAh, S21+ là 4800mAh và S21 Ultra là 5000mAh. Cả ba máy đều được tích hợp sạc nhanh 25W, sạc nhanh không dây 15W và sạc ngược không dây 4.5W.

#### Phần mềm
Tất cả điện thoại chạy trên Android 11 dựa trên giao diện người dùng tùy chỉnh One UI 3.1 của Samsung khi ra mắt.
Tất cả đều có Samsung Knox để tăng cường bảo mật cho thiết bị.

### Tính năng khác
Màn hình của điện thoại Galaxy S21 được trang bị tính năng mới là Eye Comfort Shield giúp mắt người dùng thoải mái hơn khi sử dụng vào ban đêm hoặc trước khi đi ngủ, tính năng này sẽ tự động điều chỉnh bộ lọc ánh sáng. xanh lam để giảm ánh sáng xanh phát ra từ màn hình. Galaxy S21 Ultra 5G là siêu phẩm đầu tiên trong dòng Galaxy S hỗ trợ bút S Pen, nhưng S21 Ultra không có khe cắm bút vì thế S Pen sẽ không sạc được, không hiển thị phần trăm pin của bút và không viết được trên màn hình khóa, đồng thời bút S Pen này sẽ không có Bluetooth nên sẽ không dùng được lệnh không chạm như dòng Galaxy Note, những tính năng viết vẽ còn lại sẽ tương tự như dòng Galaxy Note. Bút S Pen có Bluetooth như của dòng Galaxy Note20 vẫn sẽ sử dụng được trên màn hình của S21 Ultra nhưng vẫn không dùng được lệnh không chạm. Cả 4 thiết bị vẫn được trang bị chuẩn kháng nước và bụi IP68 như thế hệ Galaxy S20 tiền nhiệm.
Vì lý do môi trường, hộp của cả 4 mẫu máy thuộc dòng Galaxy S21 sẽ không đi kèm sạc và tai nghe ở hầu hết các thị trường (bán rời, riêng ở Hong Kong và Trung Quốc, hộp của phiên bản sẽ được bán riêng. Galaxy S21 sẽ có sạc đi kèm). Phụ kiện bút S Pen của Galaxy S21 Ultra 5G cũng sẽ được bán rời cùng với mẫu bao da Clear View hoặc ốp lưng Silicone chứa khay đựng bút.